# КрАЗ-5233
КрАЗ-5233 — семейство украинских крупнотоннажных грузовых автомобилей с колёсной формулой 4x2 или 4x4. Выпускается Кременчугским автомобильным заводом с 2008 года в нескольких модификациях и является модернизацией семейства КрАЗ-5133.

## История
Разработка грузовика началась в первой половине 1990-х годов.
В 1995 году на Киевском международном автосалоне был представлен бортовой автомобиль КрАЗ-5133В2 грузоподъёмностью 8,5 т с колесной формулой 4х2, двигателем ЯМЗ-238Д мощностью 318 л. с. и 8-ст. МКПП.
В сентябре 1996 года был впервые представлен полноприводный бортовой автомобиль КрАЗ-5131ВЕ грузоподъемностью 5 т с колесной формулой 4х4, двигателем ЯМЗ-238БЛ мощностью 288—300 л. с. и 8-ст. МКПП.
Позже представлен полноприводный автомобиль КрАЗ-5133ВЕ грузоподъемностью 5 т с колесной формулой 4х4 и двигателем ЯМЗ-238Д или ЯМЗ-238ДЕ2 мощностью 330 л. с.
В 2007 году на основе КрАЗ-5133ВЕ в одном экземпляре создан КрАЗ-5233ВЕ «Дакар» (КрАЗ-5233ВЕ-086-Д10) для участия в ралли-рейде «Лиссабон – Дакар-2008», однако автомобиль не принимал в нём участия из-за отказа организаторов от соревнований из-за опасности для спортсменов.
В 2008 начался серийный выпуск КрАЗ-5233ВЕ (улучшенная версия КрАЗ-5133ВЕ).
В 2010 году представлено серийное полноприводное шасси КрАЗ-5233НЕ.

## Модификации

### Гражданские
- КрАЗ-5233Н2 — шасси с колёсной формулой 4x2, предназначенное для монтажа разного оборудования;

- АЦ-40 (5233Н2) — пожарный автомобиль — автоцистерна, разработана «АвтоКрАЗом» совместно с ЗАО «Энергосоюз» и КБ «Пожспецмаш» (г. Прилуки). Автомобиль оснащён семиместной кабиной со второй парой дверей, насосом НЦПМ-40/4-4/400-А-А для подачи воды, цистерной для воды объёмом 5000 л, емкостью для пенообразующих веществ из нержавеющей стали объёмом 400 л, электрогенератором, пожарными рукавами и стволами для гашения разного типа пламени, пневмоинструментом для ликвидации завалов и другим спасательным оборудованием.
- КрАЗ-5233Н2 УЯР-01 — дорожно-ремонтная машина с оборудованием МДКЗ-6/11, предназначенная для ремонта асфальтобетонных покрытий дорожного полотна.
- КрАЗ-5233Н2 (ФПВ-14224) — вахтовый автобус на шасси КрАЗ-5233Н2, c пассажирским автофургоном производства ОАО «Нефтеавтоматика» (Полтава), рассчитанный на перевозку 26 пассажиров. Первые три машины выпущены в 2013 году

- КрАЗ-5233Н2-Д10 — седельный тягач;
- КрАЗ-5233НЕ тип 1 — полноприводное шасси с колёсной формулой 4x4;
- КрАЗ-5233НЕ тип 2 — шасси (4x4);
- КрАЗ 5233ВЕ-019 «Сапёр» — специальный автомобиль повышенной проходимости для МЧС Украины, оснащённый краном-манипулятором и специальным оборудованием (проблесковыми маячками, радиостанцией, GPS-навигатором и др.);
- КрАЗ-5233ВЕ «Дакар» (КрАЗ-5233ВЕ-086-Д10) — модификация грузовика для участия в ралли-рейде «Лиссабон – Дакар-2008», создана в 2007 году в одном экземпляре. Отличается от стандартной модели двумя дополнительными топливными баками по 250 л каждый, удлинённой «спальной» кабиной и иной бортовой платформой.

### Военные

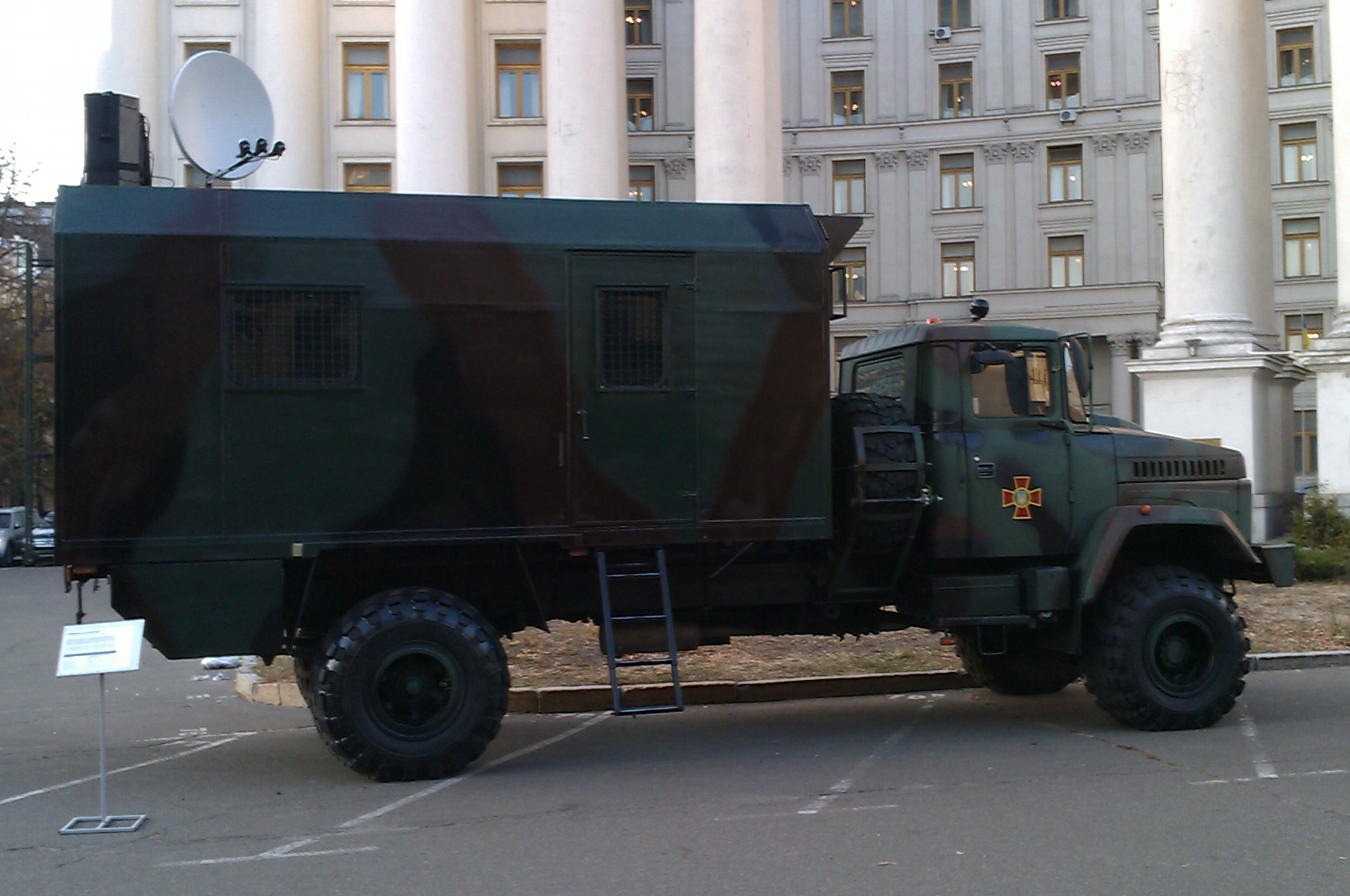
Клуб-типография на базе КрАЗ-5233

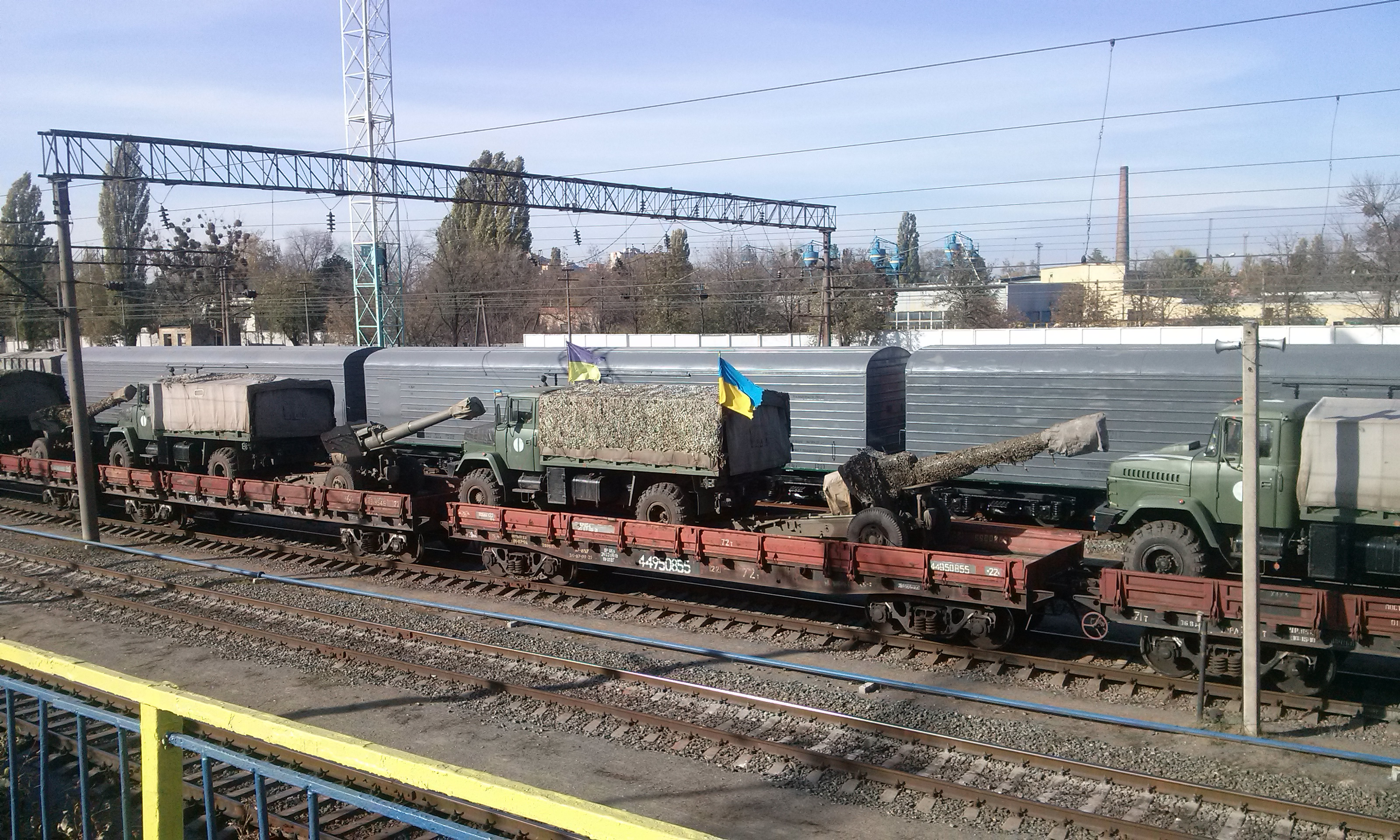
КрАЗ-5233 как артиллерийские тягачи

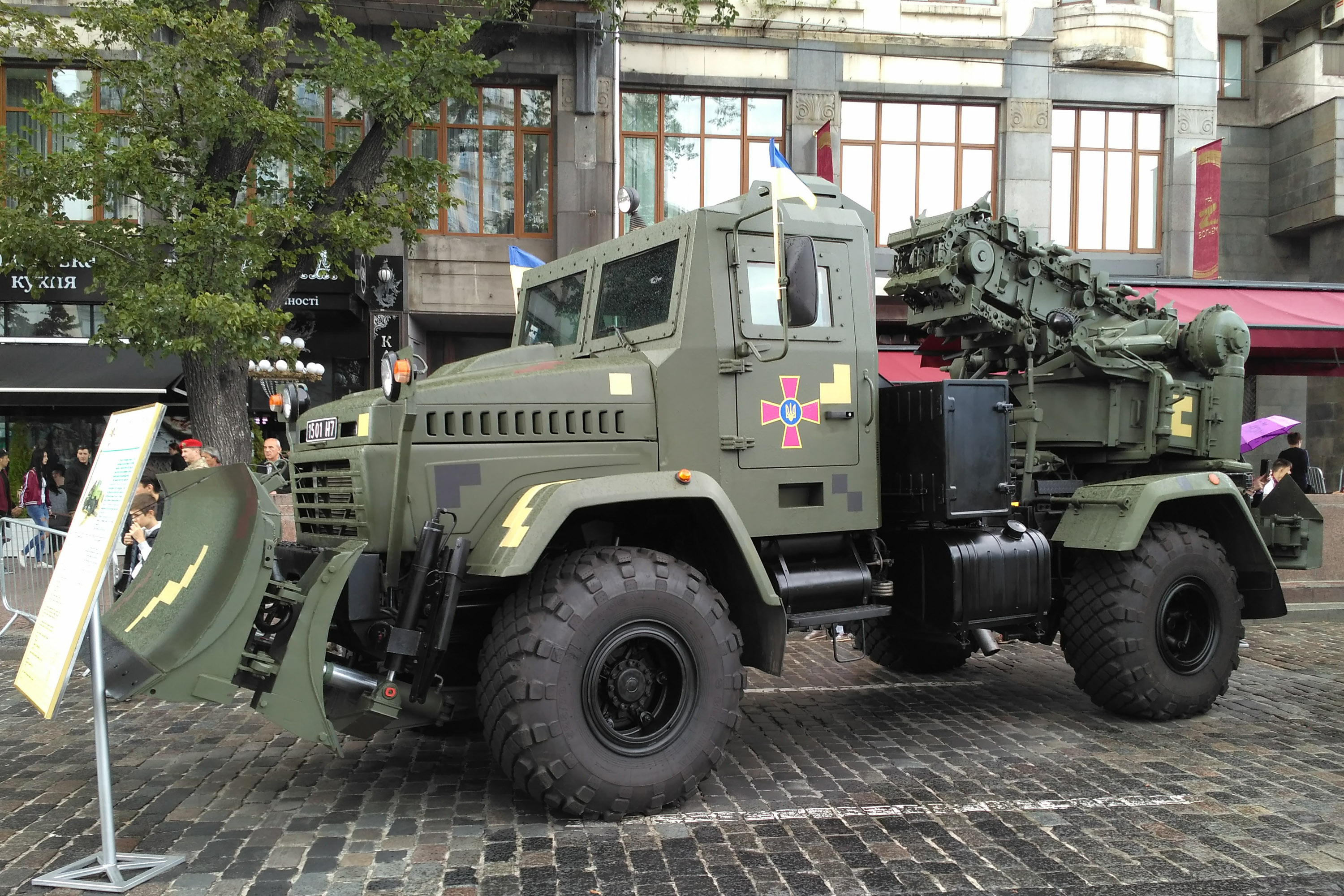
землеройная машина ПЗМ-3

- КрАЗ-5233ВЕ в нескольких вариантах:

- КрАЗ-5233ВЕ «Спецназ» — многофункциональный автомобиль повышенной проходимости для перевозки военнослужащих и грузов, буксировки артиллерийских систем калибром до 152 мм, транспортных и специальных прицепов по всем видам дорог и бездорожью. Оснащен кабиной с открывающимся люком с правой стороны крыши и комплектуется тентованной бортовой платформой;
- КрАЗ-5233ВЕ-019 «Сапёр» — машина разминирования с краном-манипулятором.;
- комплекс полевой связи на базе КрАЗ-5233ВЕ (разработан «АвтоКрАЗ» совместно с компанией «Телекард-Прибор»)
- автоцистерна на шасси КрАЗ-5233ВЕ (с термоизолированной стальной цистерной объемом 5 м³) - первый экземпляр представлен в ноябре 2016 года
- подвижная огневая точка на шасси КрАЗ-5233ВЕ «Спецназ» — с установленной в кузове зенитной установкой ЗУ-23, к началу 2011 был создан один демонстрационный экземпляр; на параде 24 августа 2014 года были показаны 5 машин
- командно-штабная машина на шасси КрАЗ-5233НЕ с КУНГом
- КрАЗ-5233 "Raptor" — бронированный грузовик КрАЗ-5233ВЕ для перевозки пехоты, впервые представлен в феврале 2015. Способен перевозить до 20 человек

- КрАЗ-5233 «Крепость на колёсах» — бронированный грузовик производства НПО «Практика», разработанный в 2014 г.[12]
- ПЗМ-3 (КВСЗ-4003) - специальная землеройная машины с бронированной кабиной экипажа на шасси КрАЗ-5233НЕ, разработанная Крюковским вагоностроительным заводом.[13]
- агитационная машина ПАК-Д на базе КрАЗ-5233НЕ - представлена 14 марта 2015 года[14], разработана черкасским ООО «Інтеркарготрак»[15]
- КрАЗ-01-1-11/SLDSL — бронемашина с V-образным днищем на базе КрАЗ-5233ВЕ, разработанная в 2012 году совместно с индийской компанией «Shri Laksmi Defence Solutions Ltd.». Может перевозить до 12 человек, оборудован поворотной башней Rigel MK1, имеет восемь амбразур, аудиовизуальную систему наблюдения, камеры ночного видения[16].
- KRAZ-ASV «Panther» — бронемашина с V-образным днищем на базе КрАЗ-5233ВЕ, разработанная при участии компании «Ares Security Vehicles LLC» и представленная в 2013 году[17].
- КрАЗ-Шрек (SHREK ONE) — бронемашина с V-образным днищем на базе КрАЗ-5233, разработанная при участии Индии, представлена в 2014 году[18]
- KrAZ Hulk — бескапотная бронемашина на шасси КрАЗ-5233[19]

## На вооружении
- Нигерия — в 2008 году для национальной полиции были изготовлены и поставлены 100 грузовиков КрАЗ-5233ВЕ[20]
- Украина:

- Министерство чрезвычайных ситуаций — в конце 2008 года закуплены несколько грузовиков КрАЗ-5233ВЕ-019 «Минер», в феврале 2015 были получены ещё два бронированных КрАЗ-5233ВЕ
- Вооружённые силы Украины — 29 октября 2010 года КрАЗ-5233 прошёл государственные испытания и был рекомендован для постановки на вооружение вооружённых сил Украины; 23 августа 2011 года на вооружение вооружённых сил Украины были приняты две модификации грузовика повышенной проходимости КрАЗ-5233 «Спецназ» — КрАЗ-5233ВЕ и КрАЗ-5233НЕ (которые должны в перспективе заменить советские Урал-4320 и КамАЗ-4310).
- МВД Украины — в июле 2014 года первые 5 грузовиков КрАЗ-5233 «Спецназ» были переданы на вооружение Национальной гвардии Украины; 22 ноября 2014 в/ч 3022 НГУ передали ещё четыре КрАЗ-5233